# Wolmer Wrangel von Brehmer
Johan Wolmer Wrangel von Brehmer (i riksdagen kallad Wrangel von Brehmer i Hyby), född 15 juni 1836 i Genarps socken, Malmöhus län, död 5 maj 1907 på Hyby, Malmöhus län, var en svensk friherre, godsägare, kammarherre och riksdagsledamot.
Wrangel von Brehmer tog studenten i Lund 1853. Han blev kammarherre hos drottning Lovisa 1865 och överstekammarjunkare från 1889. Han var ledamot av Riksdagens första kammare från 1889.
Cederschiöld avled 1907 och gravsattes på Hyby nya kyrkogård i Skåne.